# Bitwa pod Łuckiem

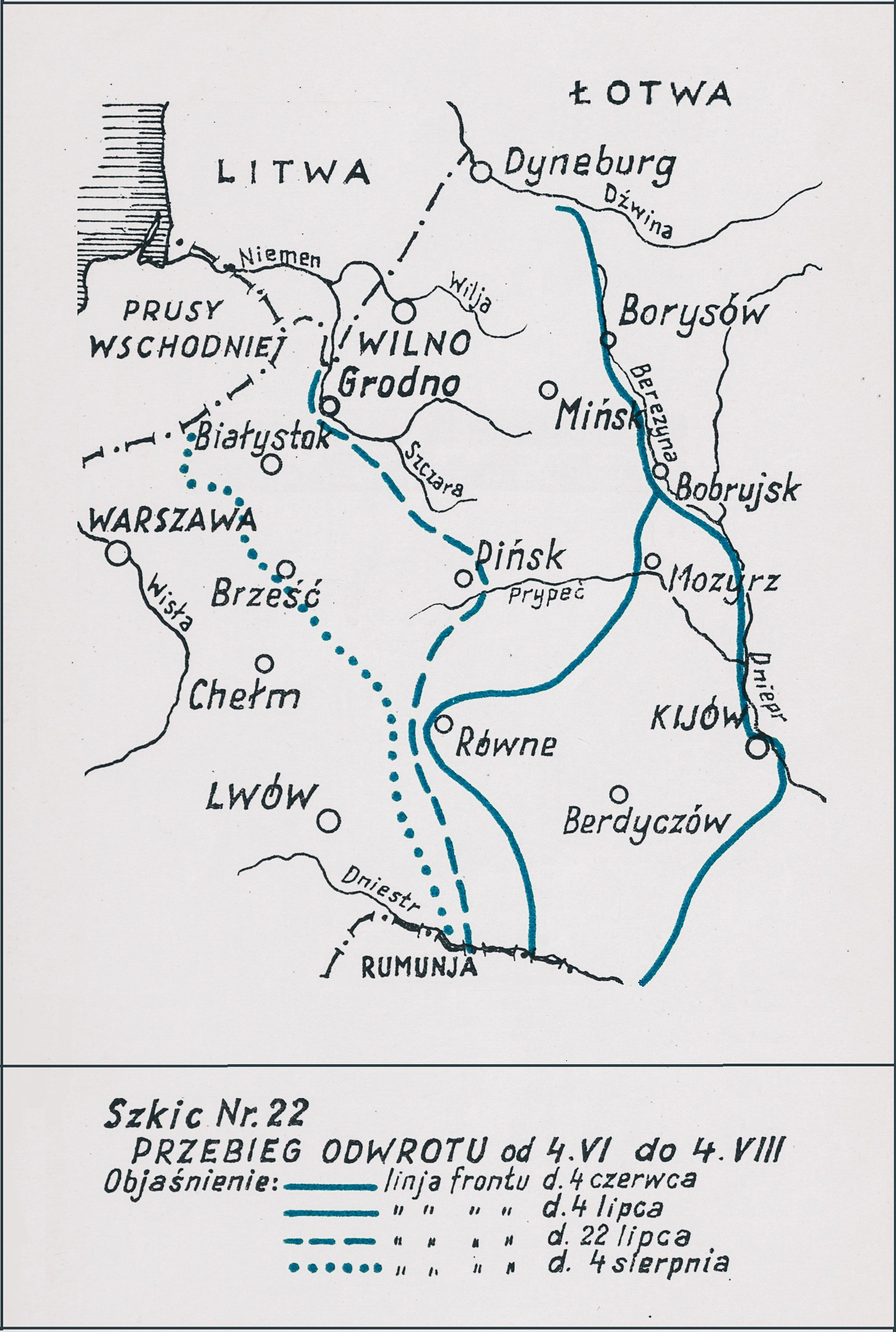
Adam Przybylski,
Wojna polska 1918–1921

Bitwa pod Łuckiem – walki toczone przez oddziały polskich 6 Dywizji Piechoty i 3 Dywizji Piechoty Legionów z sowiecką 24 Dywizją Strzelców w okresie ofensywy Frontu Południowo-Zachodniego w czasie wojny polsko-bolszewickiej.

## Sytuacja ogólna
26 maja na Ukrainie wojska sowieckiego Frontu Południowo-Zachodniego przeszły do ofensywy, a już 5 czerwca trzy dywizje sowieckiej 1 Armii Konnej Siemiona Budionnego przełamały trwale polski front pod Samhorodkiem na odcinku obrony grupy gen. Jana Sawickiego. 10 czerwca odwrót spod Kijowa w kierunku na Korosteń rozpoczęła polska 3 Armia gen. Edwarda Rydza-Śmigłego, 16 czerwca dotarła do Uszy, a 22 czerwca większość sił posiadała już na Uborci. W ostatnich dniach czerwca poszczególne związki operacyjne Frontu Ukraińskiego, dowodzonego już przez gen. Edwarda Rydza-Śmigłego, ugrupowane były w następujący sposób: Armia Ukraińska gen. Michajła Omelianowicza-Pawlenki skupiona była nad Dniestrem, w kierunku granicy z Rumunią, 6 Armia gen. Wacława Iwaszkiewicza-Rudoszańskiego zajmowała odcinek frontu Dniestr–Chmielnik–Lubar, nowo sformowana 2 Armia gen. Kazimierza Raszewskiego znajdowała się na linii rzek Słucz i Horyń, a 3 Armia gen. Edwarda Rydza-Śmigłego rozlokowana była nad Uborcią.
27 czerwca 1 Armia Konna przełamała polską obronę na Słuczy na południe od Zwiahla, na odcinku bronionym przez I Brygadę Piechoty (rez.). Kawaleria Budionnego wdarła się w lukę między lewym skrzydłem 6 Armii, a grupą gen. Leona Berbeckiego z 2 Armii. 28 czerwca padł Korzec, a 3 Dywizja Piechoty Legionów wycofała się za Horyń. 29 czerwca dowództwo polskiego Frontu Ukraińskiego przygotowało plan uderzenia na sowiecką 1 Armię Konną. Uderzyć miały jednocześnie 1. i 3 Dywizja Piechoty Legionów oraz 6 Dywizja Piechoty. Szczególne zadanie otrzymała 18 Dywizja Piechoty gen. Franciszka Krajowskiego. Miała ona doścignąć jazdę Budionnego i związać ją walką. Polski plan pobicia 1 Armii Konnej pod Korcem nie powiódł się i 2 lipca strona polska zaniechała działań ofensywnych w tym rejonie. 3 lipca 1 Armia Konna sforsowała Horyń i rozpoczęła się kilkudniowa bitwa pod Równem zakończona porażką 2 Armii gen. Kazimierza Raszewskiego. Nie zdołano rozbić 1 Armii Konnej ani zadać takich strat, które wyraźnie obniżyłyby jej wartość bojową.
9 lipca Naczelne Dowództwo WP wydało dyrektywę operacyjną do kontrofensywy. Wyznaczała ona rubież ostatecznego odwrotu wojsk walczących na Ukrainie. Wojska Frontu Południowo-Wschodniego miały przyjąć następujące ugrupowanie: 2 Armia miała zająć rejon Łuck–Rożyszcze, 3 Armia rejon Kołki–Rafałówka. 6 Armia miała osłaniać linię Zbrucza, a siły główne utrzymywać w rejonie Brody–Zbaraż.
Na tej podstawie, 10 lipca dowódca Frontu Ukraińskiego, gen. Edward Rydz-Śmigły, wydał wojskom 2 Armii gen. Raszewskiego i 3 Armii gen. Zielińskiego rozkaz odwrotu za Styr.

## Walki pod Łuckiem
Bezpośrednio na Łuck wycofywała się 6 Dywizja Piechoty płk. Ottokara Brzozy-Brzeziny.
Zorganizowała ona obronę miasta, obsadziła też przedmoście na wschodnim brzegu Styru. 13 lipca 18 Dywizja Piechoty gen. Franciszka Krajowskiego zdobyła Dubno, a dowódca frontu gen. Rydz-Śmigły postanowił wykorzystać sukces i rozbić część 1 Armii Konnej. Z uwagi na konieczność przegrupowania, stacjonującą w Łucku 6 Dywizję Piechoty zluzował 157 pułk piechoty. Spóźnione polskie natarcie zakończyło się niepowodzeniem, gdyż 6 DP nie mogła przełamać twardego oporu 14 Dywizji Kawalerii i 17 lipca ze stratami wróciła do Łucka.
Miasto nadal przygotowywało się do obrony. Na jego wschodnich krańcach rozbudowano dwie linie okopów. Pierwszą linię wzmocniono zasiekami z drutu kolczastego. Miasta bronił 12 pułk piechoty. 19 lipca na przyczółku Łucka przez cały dzień działały elementy rozpoznawcze i patrole obu stron. Zdobyto sowiecki rozkaz operacyjny, z którego wynikało, że 23 lipca Sowieci mieli sforsować Styr między Rokinami a Wyszkołowem, uderzyć na Łuck, a następnie maszerować na zachód i wieczorem zająć linię Buków – Szepel - Uszcze - Dąbrowa - Korszów i dalej prowadzić rozpoznanie na Świniuchy. Prawdopodobnie wypad 6 Dywizji Piechoty i 1 DP Leg. zniweczył te zamiary. Działalność rozpoznawczo-patrolowa prowadzona była jednak nadal z dużym natężeniem. Ustalono, że przed przedmościem operuje 11 pułk kawalerii Budionnego ze sztabem w Ołyce oraz jeden pułk z 29 Dywizji Strzelców.
Kolejny wypad 12 pułku piechoty z Łucka na Teremno, z uwagi na silny opór nieprzyjaciela pod Huszczem i Teremnem, nie miał powodzenia.
Kolejne przegrupowanie polskich oddziałów organizujących obronę Łucka nastąpiło w związku z działaniami wojsk pod Beresteczkiem i Brodami. Tym razem 6 Dywizję Piechoty zluzowała 3 Dywizja Piechoty Legionów, a 26 lipca odpowiedzialność za obronę miasta od 12 pułku piechoty przejął, wsparty dwoma bateriami 3 pułku artylerii polowej Legionów, 9 pułk piechoty Legionów kpt. Bolesława Schwarzenberga Czernego.
W nocy 29 lipca miasto zaatakowały oddziały sowieckiej 24 Dywizji Strzelców. Żołnierze I/ 9 pp Leg. por. Feliksa Czernichowskiego podpalili zawczasu przygotowane sterty słomy i w ten sposób  oświetlili przedpole. Natarcie sowieckie zostało odparte, a przeciwnik wycofał się ponosząc duże straty. Około 8.00  Sowieci wznowili natarcie. Nawałę ogniową realizowało sześć baterii artylerii i pociąg pancerny. Po jej zakończeniu uderzyli strzelcy. Przełamali oni obronę II/ 9 pp Leg. kpt. Tadeusza Stożka, grożąc przerwaniem frontu na lewym skrzydle. Polski batalion kontratakował „na bagnety” i odzyskał utracone pozycje. Walki trwały do południa. Wtedy nastąpił decydujący polski kontratak, który odrzucił Sowietów, a w pościgu polscy piechurzy odzyskali stację Lidawka. Przez kilka kolejnych dni Sowieci nie atakowali, a odnotowano tylko potyczki niewielkich patroli.

## Bilans walk
Oddziały polskie utrzymały Łuck. Jednak w związku z zarządzonym ogólnym odwrotem na linię Bugu, w nocy z 2 na 3 sierpnia obrońcy nie niepokojeni przez nieprzyjaciela wycofali się na kolejną rubież obronną.
Na pamiątkę obrony Łucka, dzień 29 lipca w okresie międzywojennym ogłoszony został świętem 9 pułku piechoty Legionów.